# Pierre le Turcq

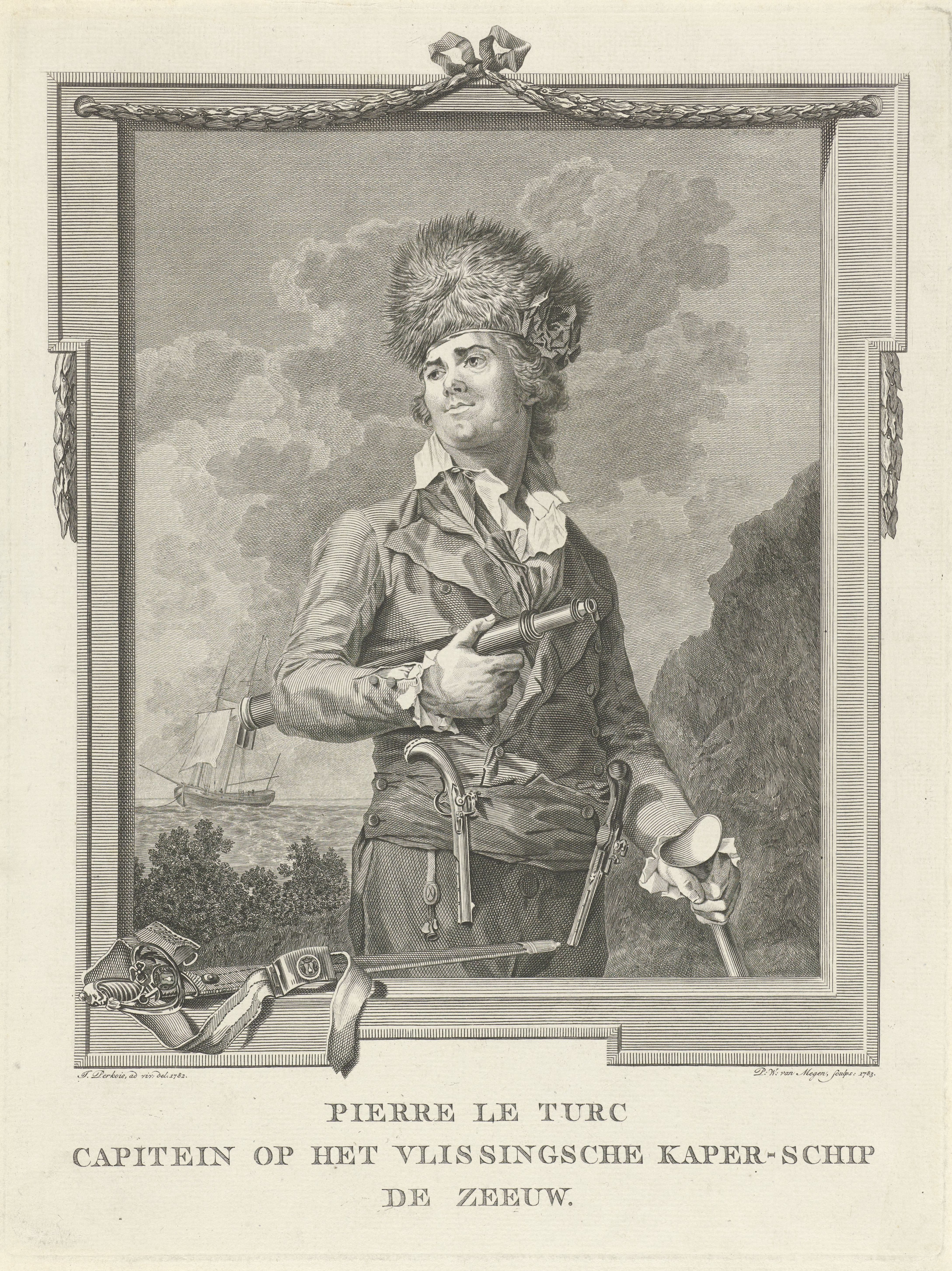
Gravure uit 1783. Afgebeeld zijn ook de zilveren sabel en de twee pistolen die Du Plessis in 1782 kreeg (Pieter Willem van Megen)

Ghyslain du Plessis (waarschijnlijk geboren in Nantes en niet te Duinkerke of Mauritsfort), pseudoniem: Pierre le Turcq, was een achttiende-eeuwse kaperkapitein. Hij nam in de periode 1781-1782 deel aan de Vierde Engels-Nederlandse Oorlog (1780-1784) waardoor hij in Zeeland een heldenstatus kreeg.

## Biografie
Waarschijnlijk van Franse afkomst, hugenoot en mogelijk als een voormalig Duinkerker kaper koos Du Plessis in 1781 Vlissingen als thuisbasis. Eerder had hij enkele jaren onder de Amerikaanse kaper John Paul Jones gediend.
Zijn eerste gevecht leverde hij met de sloep 'De Jager', geleverd door rederij Nortier. Enkele dagen na bevel gekregen te hebben over dit schip wist Du Plessis (inmiddels onder de naam Pierre le Turcq) onder de Engelse kust vier kleine schepen in te rekenen. Omdat daarbij echter zijn schip verloren ging en hij hiermee roem vergaard had, kreeg hij hierna de kotter 'De Vlissinger' tot zijn beschikking.
18 maart 1782 kwam het schip van Le Turcq gehavend terug in Vlissingen; er waren twee doden en enkele gewonden gevallen bij gevechten met Engelse schepen. In de kerk werd openlijk dank gezegd voor 'zyn behouden terug komst'.
Door zijn reder werd Le Turcq in juli 1782 beloond met een zilveren sabel met een zilveren koppelplaat waarop het stadswapen gesneden was. Dat laatste was met toestemming van het stadsbestuur. Ook ontving Le Turcq twee met zilver ingelegde pistolen.
Later in 1782 kreeg Pierre le Turcq het bevel over het nieuw opgeleverde schip 'De Zeeuw'. Hiermee verloor hij op 20 juni 1782 - vier dagen na voor het eerst te zijn uitgevaren - een gevecht tegen de Engelsen. Tijdens de slag werd Le Turcq geraakt door een schrootkogel 'omtrent twee duim beneden het Oog, gaande door het Kaekebeen tot beneden de Kin, in de Keel, waar de Kogel bleef zitten'. Ondanks die verwonding was de kapitein nog drie keer op het dek verschenen om de bemanning aan te moedigen.
Het lukte hem om in september 1782 uit krijgsgevangenschap in Engeland te geraken en in Vlissingen terug te keren. Onduidelijk is of hij werd uitgewisseld of wist te ontsnappen, het eerste is waarschijnlijker. Hij was toen bijna genezen van zijn wonden 'dog het kakebeen is aan de eene zyde geheel weg'. De rederij beloofde hem een nieuw schip maar Le Turcq zou niet meer uitvaren. Onduidelijk is of de wapenstilstand van januari 1783 ervoor zorgde dat hij geen nieuwe tochten meer ondernam of dat hier andere redenen voor waren.

## Contemporaine bronnen
- Beknopte beschrijving der beruchte kruistogten van den onverschrokken en beroemden zeeheld Pierre le Turcq met het kaperschip 'De Vlissinger', gedurende den oorlog met de Engelschen in de jaren 1781 en 1782 (Rotterdam 1784).
- Vertaling van Franse brief van Du Plessis in de Middelburgsche Courant (6 juli 1782) waarin Du Plessis vanuit Engeland schrijft over zijn gevangenneming.